# Siroka Melniska
Siroka Melniska (bulgarisch Мелнишко вино) ist eine alte bulgarische Rotweinsorte.

## Herkunft, Verbreitung
Bei der Rebsorte Siroka Melniska handelt es sich um eine der ältesten Sorten Bulgariens. Er wächst ausschließlich in der Region Melnik und in den benachbarten Dörfern Charsowo (bulgarisch Хърсово), Kromidowo (bulgarisch Кромидово), Marikostinowo (bulgarisch Марикостиново), Winogradi (bulgarisch Виногради), Loseniza (bulgarisch Лозеница) und Chotowo (bulgarisch Хотово).
Melnik bezeichnet ebenfalls den roten Markenwein, der im Südwesten Bulgariens an den Ausläufern des Piringebirges in der Umgebung des Städtchens Melnik angebaut wird. In einer Erhebung des Jahres 2004 wurde eine bestockte Rebfläche von 4700 ha registriert. Damit gehört die Sorte zu den wichtigsten Rotweinsorten Bulgariens.

## Eigenschaften
Es handelt sich um eine spätreifende Sorte, die Traubenlese erfolgt Mitte Oktober.
Typisch für die Rebsorte Siroka Melniska sind die kleinen Beeren, die dünne blaue Schale und die namensgebenden breiten Blätter, die einen Durchmesser bis zu 23 cm erreichen.

## Wein
Die Weine aus dieser Rebsorte ergeben einen körper-, alkohol- und tanninreichen, dunkelroten Wein. Der Wein eignet sich zur Lagerung in Eichenfässern, er eignet sich zur mehrjährigen Lagerung. Er hat ein charakteristisches Aroma, einen Beigeschmack von Madeirawein und einen hohen Alkoholgehalt.
Nicht zu verwechseln mit dem bulgarischen Siroka Melniska (Melnik) ist die tschechische Weinsorte, die um die Stadt Mělník in der Region Mittelböhmen angebaut wird.

## Synonyme
Chiroka Melmichka Losa, Chiroka Melnichka, Melnik, Melnik 55, Melnik Early, Melnishka Loza Ranna, Shiroka Melnichka Loza, Shiroka Melnishka, Shiroka Melnishka Loza (bulgarisch Широка мелнишка лоза für „Breite Melniker Rebe“), Tajke E Zeze.